# Herbert Simon-díj
A Herbert Simon-díjat 2004-ben alapította a Rajk László Szakkollégium. A kollégium tagsága azon elméleti szakembereket kívánja ezzel a díjjal elismerni, akiknek a munkássága kiemelkedő mértékben járult hozzá a gyakorlati gazdasági problémák megoldásához, valamint jelentősen hatottak a kollégisták szakmai fejlődésére, gondolkodására.

## Herbert Simon
A díj névadója, Herbert Simon igazi polihisztor volt. A szervezeten belüli döntési folyamatokat kutató munkáját 1978-ban Nobel-díjjal ismerték el. 1988-as magyarországi látogatása során a Rajk László Szakkollégiumban is járt.

## Története
A kollégium több mint egy évtizede jutalmazza az egzakt társadalomtudományok terén kiemelkedőt alkotó  tudósokat az 1994-es alapítású Neumann János-díjjal, azonban emellett az utóbbi években a kollégiumon belül is megnőtt az üzleti tudományok, a „business” irányvonal iránt érdeklődők száma, így felmerült egy új díj megalapítása, amelyről  2004-ben döntött a Kollégiumi Gyűlés. 

## A díj átadása
Világhírű tudósok fogadása mindig nagy esemény a kollégiumban. A Herbert Simon-díj átadásához tartozik, hogy a díjazott előadást és mesterkurzust tart a kollégiumban, emellett a kollégisták egy gyűjteményt készítenek és fordítanak le magyarra az adott professzor műveiből.

## Az eddigi díjazottak
A díjat az elmúlt években az alábbi akadémikusok vették át:
| Év   | Díjazott               | Intézmény                                    | Származás                 |
| ---- | ---------------------- | -------------------------------------------- | ------------------------- |
| 2005 | James G. March         | Stanford Egyetem                             | Amerikai Egyesült Államok |
| 2006 | Henry Mintzberg        | McGill Egyetem                               | Kanada                    |
| 2007 | Michael C. Jensen      | Harvard Egyetem                              | Amerikai Egyesült Államok |
| 2008 | Robert M. Grant        | Bocconi Egyetem                              | Amerikai Egyesült Államok |
| 2009 | C. K. Prahalad         | Michigani Egyetem Ross School of Business    | India                     |
| 2010 | Håkan Håkansson        | BI Norwegian Business School                 | Norvégia                  |
| 2011 | David Teece            | Kaliforniai Egyetem (Berkeley)               | Új-Zéland                 |
| 2012 | Pankaj Ghemawat        | IESE Business School                         | India                     |
| 2013 | Aswath Damodaran       | New York University Stern School of Business | India                     |
| 2014 | Clayton M. Christensen | Havard Egyetem                               | Amerikai Egyesült Államok |
| 2015 | Erik Brynjolfsson      | MIT Sloan School of Management               | Amerikai Egyesült Államok |
| 2016 | Jeffrey Pfeffer        | Stanford Egyetem                             | Amerikai Egyesült Államok |
| 2017 | Sinan Aral             | MIT Sloan School of Management               | Amerikai Egyesült Államok |
| 2018 | Amy Wrzesniewski       | Yale Egyetem                                 | Amerikai Egyesült Államok |
| 2019 | James E. Austin        | Harvard Egyetem                              | Amerikai Egyesült Államok |
| 2020 | Henry Chesbrough       | Kaliforniai Egyetem (Berkeley)               | Amerikai Egyesült Államok |
| 2021 | Marshall Van Alstyne   | Bostoni Egyetem                              | Amerikai Egyesült Államok |
| 2022 | Amy Edmondson          | Harvard Egyetem                              | Amerikai Egyesült Államok |

## A díjazottak válogatott műveit tartalmazó, a Szakkollégium által kiadott könyvek
- March, J. G. [2005]: Szervezeti tanulás és döntéshozatal. Alinea Kiadó – Rajk László Szakkollégium, Budapest
- Jensen, M.C. [2008]: Tulajdonosok és menedzserek – A vállalatirányítás természete. Alinea Kiadó – Rajk László Szakkollégium, Budapest.
- Robert M. Grant [2008]: Tudás és stratégia. Alinea Kiadó – Rajk László Szakkollégium, Budapest.
- C. K. Prahalad [2009]: Új menedzsmentparadigmák felé – Az alapvető képességtől a közös értékteremtésig. Alinea Kiadó – Rajk László Szakkollégium, Budapest.
- Håkan Håkansson [2010]: Határtalan hálózatok – Az üzleti kapcsolatok menedzsmentjének új szemlélete. Alinea Kiadó – Rajk László Szakkollégium, Budapest.
- Henry Mintzberg [2010]: A menedzsment művészete. Alinea Kiadó – Rajk László Szakkollégium, Budapest.
- Aswath Damodaran [2015]: A vállalatértékelés kézikönyve – Útmutató részvénybefektetéshez, társaságok vásárlásához és eladásához. Alinea Kiadó – Rajk László Szakkollégium, Budapest.
- Clayton M. Christensen [2015]: Az újdonság megszakító erejével - Összefoglalók Clayton M. Christensen munkásságából. Rajk László Szakkollégium, Budapest. Elérhető: http://rajk.eu/christensen_konyv/